# حياة (فندق)

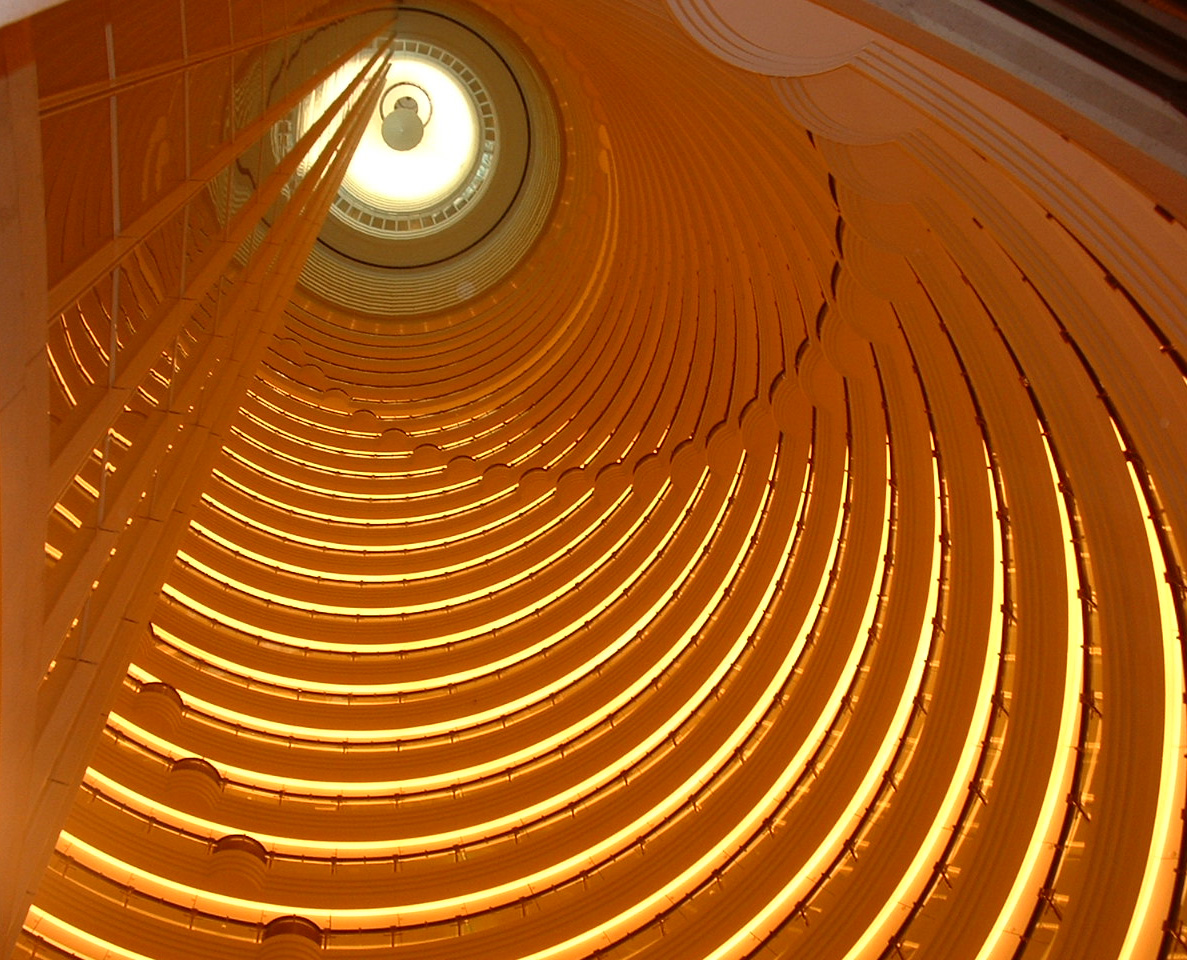
سقف مبنى فندق غراند حياة في شانغهاي.

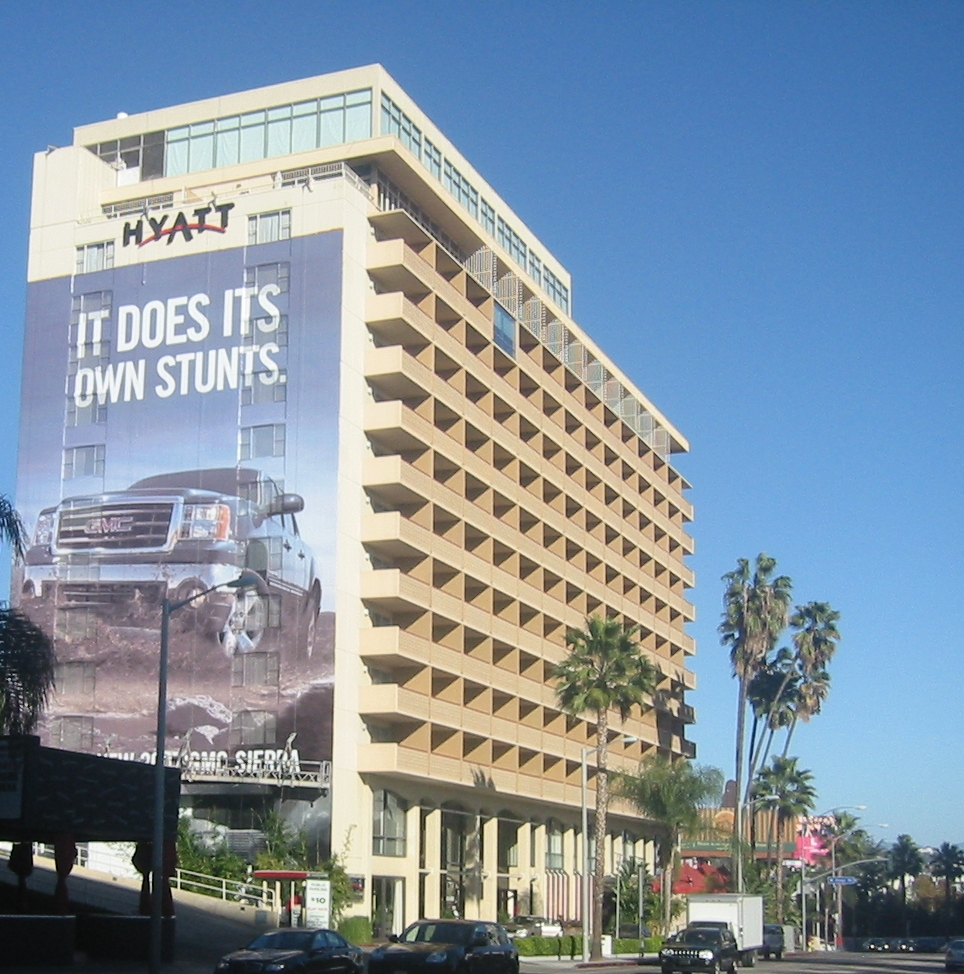
حياة وست هوليوود شمال كاليفورنيا

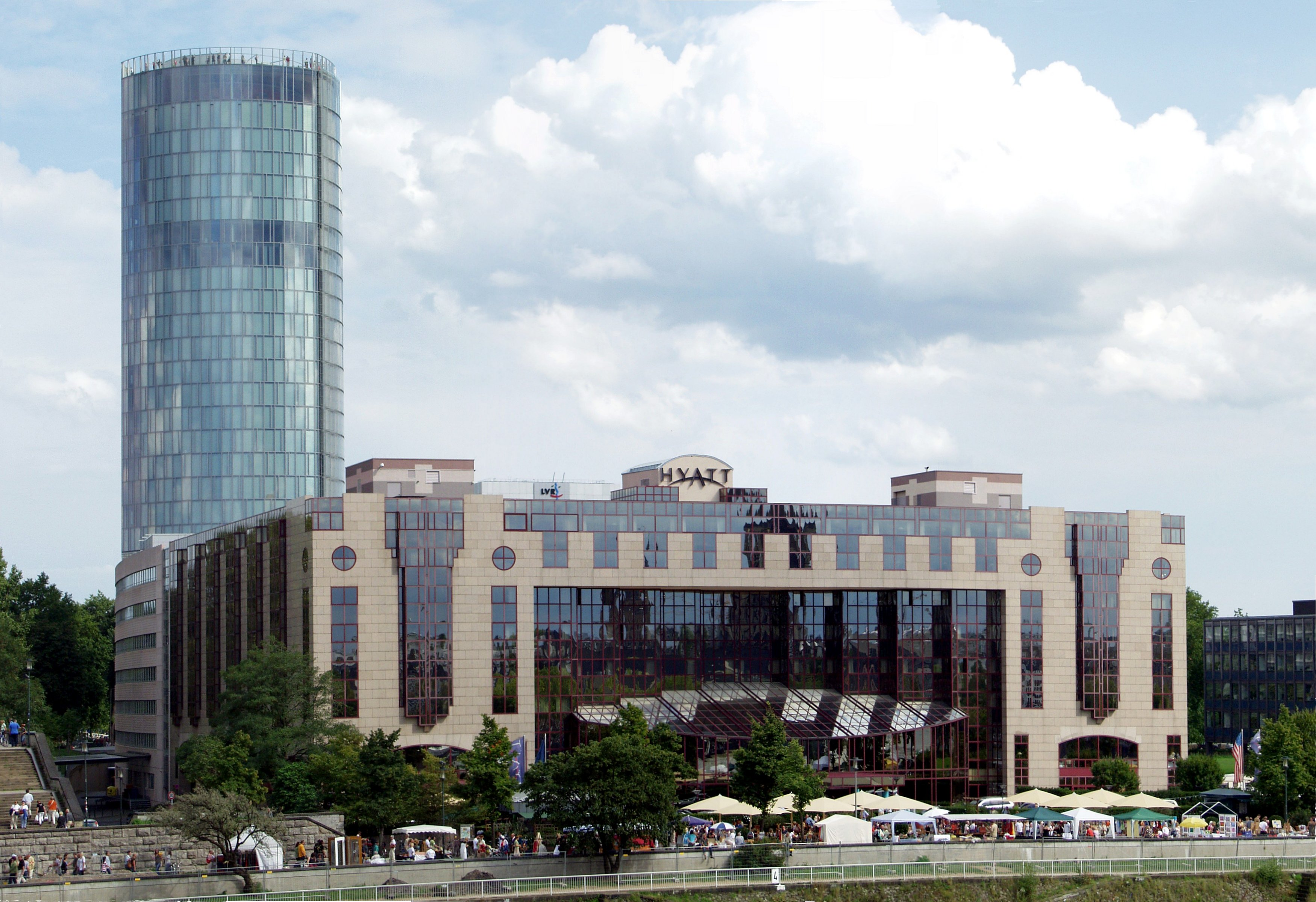
حياة ريجنسي في كولونيا بألمانيا.

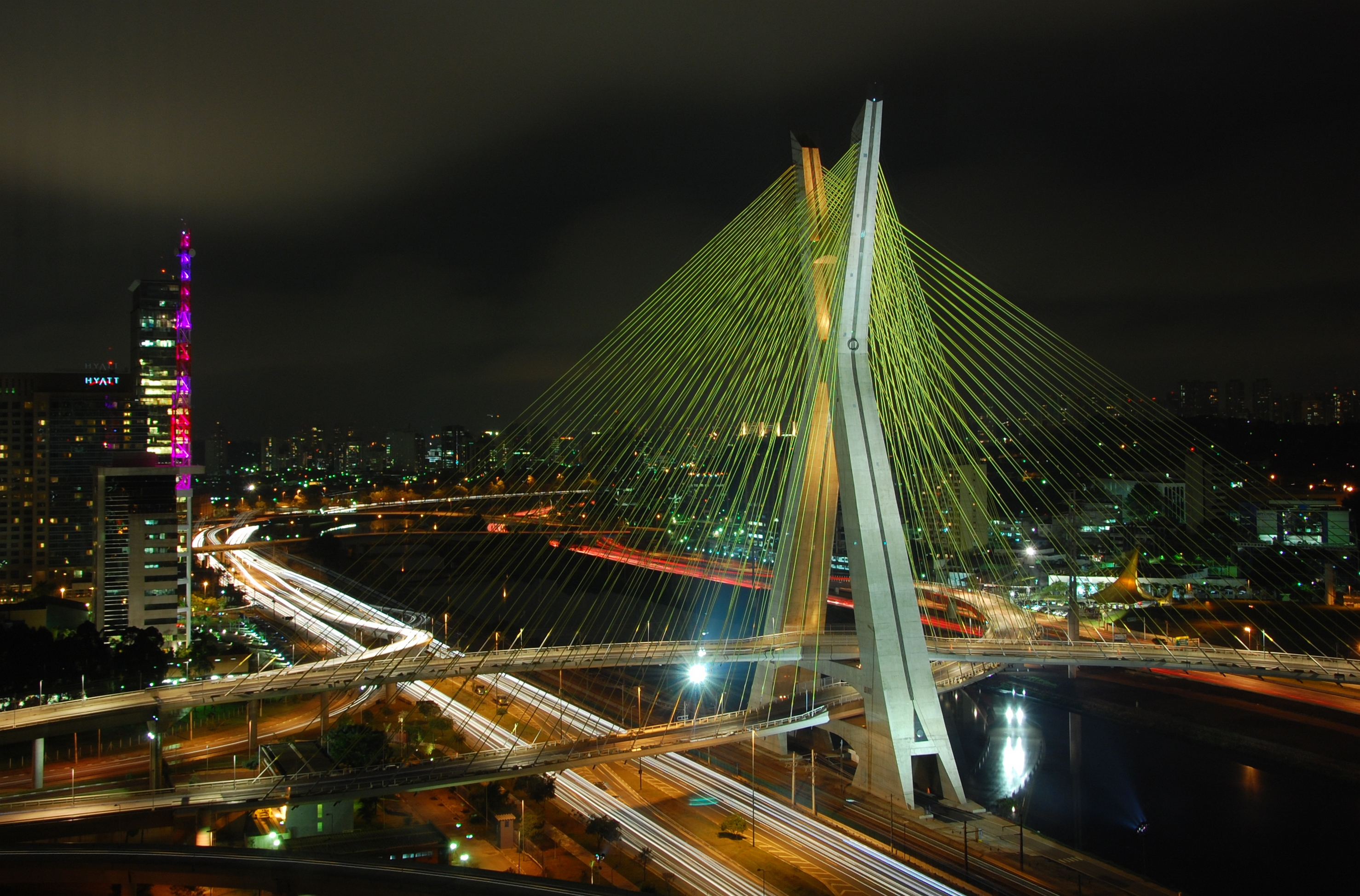
فندق حياة في ساو باولو.

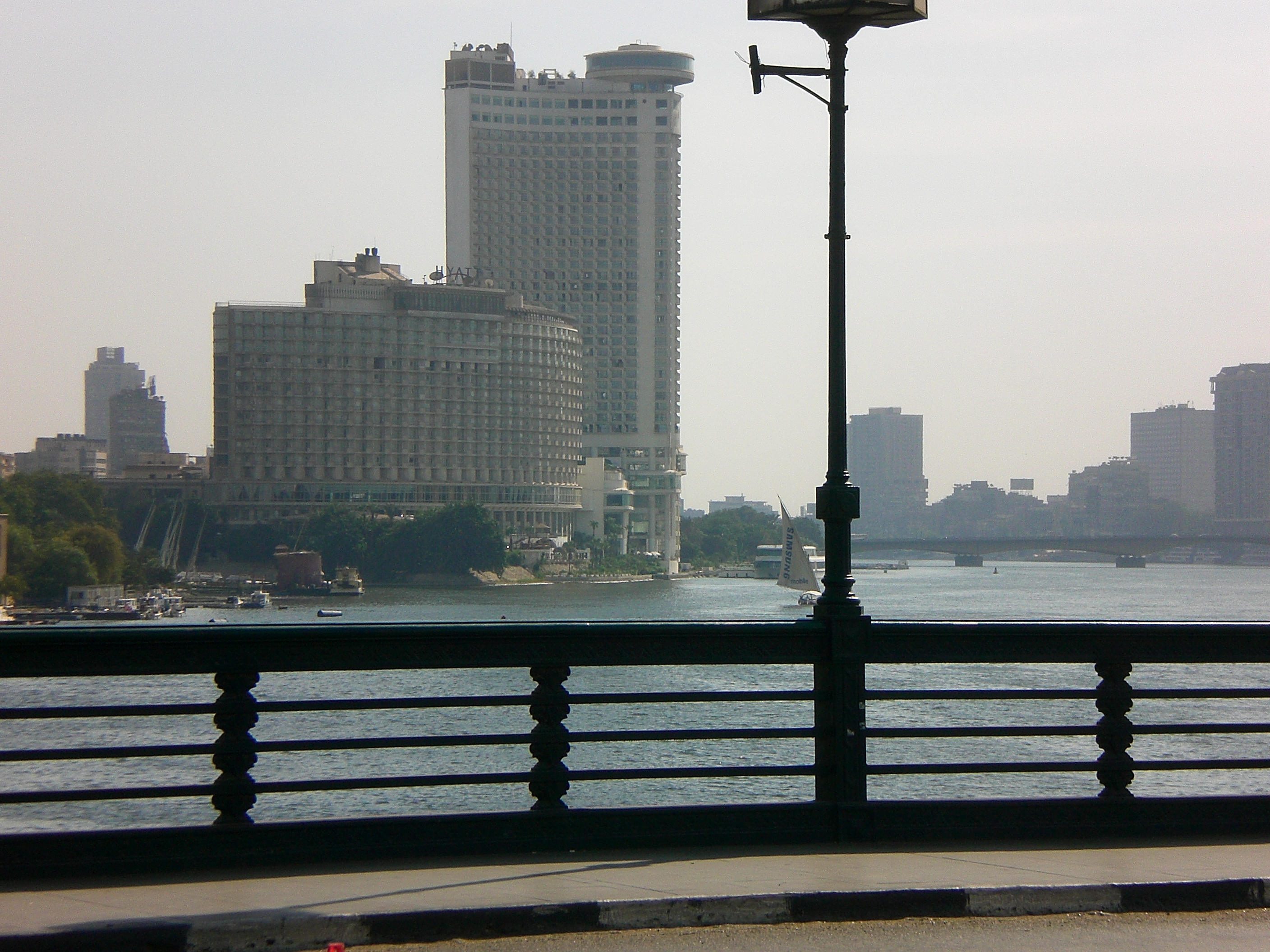
جراند حياة القاهرة

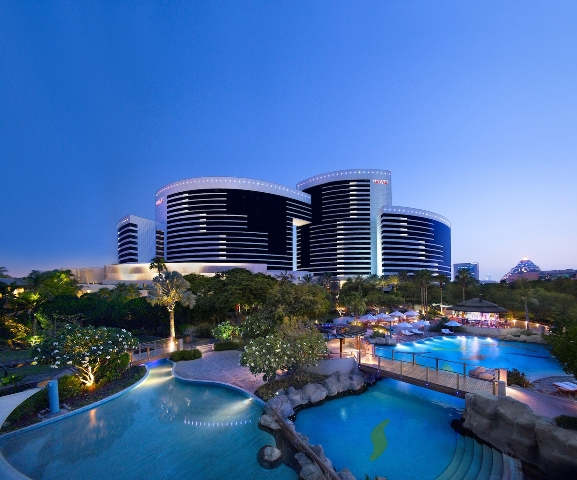
جراند حياة دبي

حياة (بالإنجليزية: Hyatt)‏ أو هَيات هي سلسلة فنادق عالمية، ويقع مقرها في شيكاغو ولاية إلينوي في الولايات المتحدة الأمريكية.

## لمحة تاريخية
يقع المقر الرئيسي لشركة فنادق حياة في شيكاغو بالولايات المتحدة العالمية ويرجع اسم حياة لمالكه (هيات فون دن) وشريكه جاك د.كروش. وتعتبر هيات أو حياة شركة رائدة في قطاع الضيافة والفندقة، إذ تنتشر فنادق حياة في 45 دولة حول العالم من أجل توفير تجربة إقامة مريحة ومتميزة للنزلاء في ظل ظروف الحياة اليومية. وذلك من خلال تقديم الضيافة الأصيلة المتميزة بكافة متطلبات النزيل من الخدمات والراحة والرفاهية وتمتلك شركة فنادق حياة سلسلة من الفنادق والمنتجعات يبلغ عددها 447 منشأة فندقية حول العالم والتي تلبي متطلبات النزلاء بمختلف الشرائح وهي: جراند حياة، وحياة ريجنسي، وبارك حياة، وأنداز، وحياة بلس، وحياة سمر فيلد سويس كما أن فنادق حياة هي علامة متميزة في عالم الضيافة والفنادق على مستوى العالم حيث تتوفر العديد من الفرص الوظيفية في بيئة عمل مريحة لتلك المواهب الشابة المتخصصة في إدارة الضيافة والفندقة.

## العلامات التجارية
تمتلك شركة حياة أسماء عدة لفنادقها المنتشرة حول العالم:
- بارك حياة.
- أنداز.
- جراند حياة.
- حياة ريجينسي.
- حياة سمرفيلد.
- حياة بلس.
- حياة هاوس.

## بعض فنادق حياة

### جراند حياة شانغهاي
وهوأطول فندق بالعالم حيث يتواجد في برج جين ماو وسط شانغهاي.

### جراند حياة نيويورك
ويقع في منطقة مانهاتن الراقية.

### جراند حياة طوكيو
ويقع في منطقة روبونجي الشهيرة وسط العاصمة طوكيو.

### جراند حياة سان دييجو
وهو من أكبر فنادق كاليفورنيا واشهرهاويعتبر من معالم مدينة سان دييجو.

### جراند حياة القاهرة
جراند حياة القاهرة عبد العزيز الإبراهيم، ويقع في قلب القاهرة في رأس جزيرة الروضة على النيل ويتكون من بنايتين احداهما كانت بالاصل فندق مريديان.يتكون البناء من 41 طابق ويحتوي على 714 غرفة ومطعم في باخرة تبحر بالنيل
ويحتوي أيضا على مركز تسوق (جالاريا مول) وفي أعلى البناء يوجد مطعم دائري فخم يتيح للزبائن مشاهدة القاهرة من نقطة عالية.

### بارك حياة أبوظبي
بارك حياة أبو ظبي في الإمارات العربية المتحدة ملاذ حصري يقع على جزيرة السعديات وعلى امتداد تسع كيلومترات من الرمال البيضاء المحمية، يلبي متطلبات جميع المسافرين من رجال الأعمال والسياح على حد سواء، من خلال موقعه الفريد الذي يطل على شاطئ البحر ونادي جولف شاطئ السعديات وكذلك قربه على بعد دقائق من منطقة أبوظبي التجارية الرئيسية، الكورنيش وعلى بعد 25 دقيقة فقط من مطار أبو ظبي العالمي.

### بارك حياة دبي
يعد فندق بارك حياة دبي ملاذاً فاخراً بإطلالة مائية خلابة، إذ يقع على مقربة من نادي خور دبي للجولف واليخوت ذي الصيت العالمي، على بعد دقائق فقط من وسط المدينة ومراكز التسوق الفاخرة والمناطق التجارية الرئيسية.

### بارك حياة جدة
يقع فندق بارك حياة جدة- النادي. المنتجع. المارينا وسط الحدائق الرائعة الممتدّة على طول كورنيش جدّة، حيث المناظر الطبيعية الساحرة والتي تجعل من هذا المنتجع الفخم، مقصداً استثنائيا للراحة والاسترخاء، آما يُشكّل موقعه في قلب المدينة عند نادي الفروسية بشارع الحمراء، نقطة استراتيجيّة تبعد بضع دقائق فقط عن منطقة مرآز الأعمال.

### جراند حياة دبي
ترتفع أبراج جراند حياة دبي الرائعة لتتألق بالقرب من ضفاف خور دبي التاريخي، الفندق هو الأحدث في الفخامة بدبي حيث يجمع هذا الفندق الفريد من نوعه ما بين فخامة البناء والمنتجع الرائع محتضنا بأفخم غرف واجنحة وشقق مفروشة وفيلا، وواحد من أحدث مراكز الاجتماعات والمؤتمرات في منطقة الشرق الأوسط، كل ذلك في وسط واحة من الحدائق الخلابة تغطي رقعة مساحتها 148000 متر مربع.

### جراند حياة إسطنبول
يقع فندق جراند حياة في بالقرب من جامعة إسطنبول التقنية ومركز أتاتورك الثقافي، وساحة تقسيم وعلى بعد مسافة قصيرة من قصر توب كابي وآيا صوفيا. يعد فندق جراند حياة من الفنادق ذات الخمسة نجـوم وبتمبز هذا الفندق بتصميمه الفريد الذي يمزج بين تقاليد الشرق والغرب مما يعكس روح وثقافة المدينة الساحرة إسطنبول، ويكون الفندق من 9 طوابق ويضم الكثير من المرافق والخدمات حيث يقدم غرف وأجنحة فاخرة ويحتوي على بركة سباحة خارجية، وغرفة للبخار، ساونا، ومرافق اللياقة البدنية، وملاعب التنس، ومجموعة من المطاعم كما يقدم خدمات المرافق التجارية.

## وصلات خارجية
- جراند حياة مانهاتن، نيويورك
- جراند حياة طوكيو
- جراند حياة القاهرة
- جراند حياة دبي
- جراند حياة بالي
- جراند حياة إسطنبول